# Theodor Roller
Theodor Roller (né le 22 février 1915 à Tübingen, mort le 30 octobre 2008 dans la même ville) est un résistant allemand au nazisme.

## Biographie
De 1930 à 1935, Roller est membre des Jeunesses hitlériennes. En 1937, il refuse le serment hitlérien en raison de sa conviction chrétienne, protestante. Une affaire devant un tribunal militaire est ouverte contre lui ; une équipe de psychiatrie de Munich lui diagnostique une schizophrénie, il est libéré au bout de quatre mois.
Début 1939, il écrit deux lettres à Adolf Hitler ; dans la dernière le 11 février 1939, il affirme, d'après les extraits retenus par le Sondergericht lors du procès qui suivra : « En tant que chrétien, je vous traite de menteur et, en tant qu'Allemand, du plus grand parasite national à avoir jamais pénétré sur le sol allemand ! », « Une chose que jamais vous ne pourrez avoir : bonne conscience. »
La Gestapo l'arrête un mois après. Un Sondergericht de Stuttgart fait enfermer Roller malgré un rapport psychiatrique contraire, en tant que schizophrène, dans l'institution de l'abbaye de Weissenau, où il passe toute la guerre.
En raison de son appartenance aux Jeunesses hitlériennes, Roller est d'abord qualifié de « suiveur » dans la procédure de dénazification puis relaxé après une révision.
Ce n'est qu'après sa mort en 2008 que sa résistance est connue d'un large public.